# Michel Robert Silverman
Michel Robert Silverman (Fort Collins, Colorado, 7 de outubro de 1943) é um microbiologista estadunidense.
Silverman estudou na Universidade do Nebraska com o bacharelado em 1966 e um mestrado em 1968, com um doutorado em biologia em 1972 na Universidade da Califórnia em San Diego (UCSD). No pós-doutorado foi de 1973 a 1975 Trainee in Tumor-Virologie Escola de Medicina da Universidade de Colorado. A partir de 1975 foi assistente na pesquisa sobre biologia molecular na UCSD, antes de seguir em 1980 para o Agouron Institute em La Jolla, onde foi biólogo pesquisador.
Em 2021 recebeu com Bonnie Bassler o Prêmio Paul Ehrlich e Ludwig Darmstaedter por pesquisas sobre a comunicação bacterial, em especial o quorum sensing.